# 野間三竹

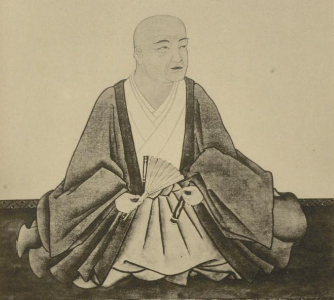
野間三竹（医家）

野間 三竹（のま さんちく、1615年6月4日（慶長20年5月8日） - 1676年9月25日（延宝4年8月18日））は、江戸時代の医師・漢学者・儒学者。名は成大、字は子苞、通称三竹。別号は静軒・柳谷・潜楼・白雲洞・寿昌院・北山山人など。父は医師の野間玄琢。母は神崎氏。妻は本多正勝の女。野間允迪は子。

## 来歴
詳細な年譜は伊藤善隆「野間三竹年譜稿」に詳しい。
1615年（元和元年）5月8日生まれ（1608年（慶長13年）説もある）。父の野間玄琢に就いて医学を修め、1636年（寛永13年）に法橋、1638年（寛永15年）に法眼となる。1640年（寛永17年）奥医として東福門院に付属し、以降は隔年で江戸に出仕する。1648年（正保3年）家督を相続。1668年（寛文8年）法印となる。
幼時から松永貞徳や松永尺五、林羅山に学び、医師としての公務の傍ら、読書や著述に没頭した。生涯にまとめた著作は40編ほどになるとされる。著作の多くは漢籍からの抄録再編集だが、その内容は医学・歴史・文学・語学・歴史など多岐にわたる。江戸と京を隔年で行き来したため、石川丈山・林羅山・林鵞峰・林読耕斎らと親しく交わり、書簡や詩文、書物などを仲介していた。